# Sumbe
Sumbe este un oraș în Angola. Este reședința provinciei Cuanza Sul. Înainte de 1975 a purtat numele de Novo Redondo.